# رعشه‌ها (فیلم)
رعشه‌ها (به انگلیسی: Shivers) فیلمی در ژانر ترسناک و علمی–تخیلی به کارگردانی دیوید کراننبرگ است که در سال ۱۹۷۵ منتشر شد. از بازیگران آن می‌توان به جوآن بلکمن اشاره کرد.

## داستان
دانشمندی که در یک مجتمع آپارتمانی زندگی می‌کند دختری را به قتل رسانده و با استفاده از اسید اعضای داخلی بدن وی را از بین می‌برد و سپس خودش را می‌کشد. در حین بررسی حادثه دکتری متوجه می‌شود که مرد دانشمند در حال آزمودن انگل‌هایی بوده است که دستخوش تغییر ساختار ژنتیکی شده‌اند تا در بدن انسان پیوند داده شوند. به سرعت سایر افراد مجتمع نشانه‌هایی از داشتن انگل‌ها نشان می‌دهند و تبدیل به به زامبی‌هایی می‌شوند که تماماً به دنبال سکس هستند و می‌خواهند با تماس جنسی دیگران را نیز آلوده کنند.